# Parki narodowe w Demokratycznej Republice Konga
Parki narodowe w Demokratycznej Republice Konga – obszary prawnie chronione na terenie Demokratycznej Republiki Konga o statusie parków narodowych.
Obecnie (stan na 2020 rok) na terenie Demokratycznej Republiki Konga istnieje 9 parków narodowych. Pierwszy park Park Narodowy Alberta (fr. Parc Albert) został utworzony w 1925 roku – był to pierwszy park narodowy na terenie Afryki, a ostatni w 2016 roku – Park Narodowy Lomami. Parkami zarządza Kongijski Instytut ds. Ochrony Przyrody (fr. L’Institut Congolais pour la Conservation de la Nature).

## Historia
Historia ochrony przyrody w Demokratycznej Republice Konga sięga początków XX wieku. W 1902 roku ekspedycja Friedricha Roberta von Beringe (1865–1940) przywiozła do Muzeum Zoologicznego w Berlinie nieznany wówczas okaz goryla Gorilla gorilla upolowanego w regionie jeziora Kiwu . W wyniku późniejszych badań okaz ten został opisany jako nowy podgatunek i nazwany na cześć von Beringe Gorilla gorilla beringei. W wyniku tego odkrycia region stał się popularny wśród podróżników i badaczy, którzy zaczęli polować na goryle . 
W 1920 roku szwedzki książę Wilhelm Bernadotte (1884–1965) zorganizował kolejną ekspedycję i zaczął lobbować władze belgijskie, by region Kiwu objąć ochroną . W tym samym roku w regionie działała amerykańska wyprawa pod kierownictwem teksydermisty Carla Akeleya (1864–1926), której celem było dostarczenie grupy goryli na wystawę edukacyjną . Wyprawa Akeleya stwierdziła rzadkie występowanie goryli i ryzyko ich wyginięcia . Belgijskie Ministerstwo ds. Kolonii znalazło się pod presją środowiska naukowego i opinii publicznej . Wobec presji a także stale rosnącego popytu na licencje na polowania, mnisterstwo wprowadziło pierwsze działania na rzecz ochrony regionu . Utworzono dwa rezerwaty: Rezerwat Alberta, który objął tereny pomiędzy rzeką Rutshuru a południowym krańcem Jeziora Edwarda oraz drugi na terenach na północny wschód od jeziora Kiwu między wulkanem Sabyinyo a misją katalicką Tongres Sainte Marie .
W ochronę goryli i regionu Wirunga zaangażował się król Belgów Albert I Koburg (1875–1934), który 21 kwietnia 1925 roku wydał dekret o utworzeniu parku narodowego  – pierwszego tego typu obszaru chronionego na terenie Afryki . Park został nazwany cześć króla Parkiem Narodowym Alberta (fr. Parc Albert) . 
W latach 30. XX w. utworzono kolejne parki Park Narodowy Kagera (1934), Park Narodowy Garamba (1938) i Park Narodowy Kundelungu (1939). Kolejne parki zostały utworzone przez prezydenta Mobutu Sese Seko (1930–1997) po uzyskaniu przez Kongo niepodległości od Belgii w 1960 roku. Powstały Parki Narodowe Salonga Północnego i Południowego, Parki Narodowy Upemba Północnego i Południowego, Park Narodowy Maiko i Rezerwat Okapi. 
Obecnie (stan na 2020 rok) na terenie Demokratycznej Republiki Konga istnieje 9 parków narodowych zarządzanych przez Kongijski Instytut ds. Ochrony Przyrody (fr. L’Institut Congolais pour la Conservation de la Nature) .

## Parki narodowe
Poniższa tabela przedstawia parki narodowe na terenie Demokratycznej Republiki Konga:
Nazwa parku narodowego – polska nazwa wraz z nazwą w języku francuskim;
 Rok utworzenia – rok utworzenia parku;
Powierzchnia – powierzchnia parku w km²;
Położenie – prowincja;
Uwagi – informacje na temat statusu rezerwatu biosfery UNESCO, posiadanych certyfikatów, przyznanych nagród i wyróżnień międzynarodowych itp.
| Lp. | Zdjęcie | Nazwa parku narodowego                                   | Rok utworzenia | Powierzchnia (km²) | Położenie                                    | Uwagi |
| --- | ------- | -------------------------------------------------------- | -------------- | ------------------ | -------------------------------------------- | --- |
| 1.  |         | Park Narodowy Wirunga Parc national des Virunga          | 1925           | 7800               | Kiwu Północne                                | Od 1979 na liście światowego dziedzictwa UNESCO; od 1994 roku na liście światowego dziedzictwa w zagrożeniu; wpisany na listę konwencji ramsarskiej |
| 2.  |         | Park Narodowy Kahuzi-Biéga Parc national de Kahuzi-Biéga | 1934 1970      | 6000               | Kiwu Południowe Kiwu Północne Maniema        | Od 1980 na liście światowego dziedzictwa UNESCO; od 1997 roku na liście światowego dziedzictwa w zagrożeniu.                                        |
| 3.  |         | Park Narodowy Garamba Parc national de Garamba           | 1938           | 4920               | Prowincja Wschodnia                          | Od 1980 na liście światowego dziedzictwa UNESCO; od 1996 roku na liście światowego dziedzictwa w zagrożeniu.                                        |
| 4.  |         | Park Narodowy Kundelungu Parc national de Kundelungu     | 1939           | 7600               | Górna Katanga                                | |
| 5.  |         | Park Narodowy Upemba Parc national de l'Upemba           | 1939           | 11730              | Górne Lomami Lualaba Górna Katanga           | Wpisany na listę konwencji ramsarskiej |
| 6.  |         | Park Narodowy Salonga Parc National de la Salonga        | 1970           | 36000              | Bandundu Prowincja Równikowa Kasai Zachodnie | Od 1984 na liście światowego dziedzictwa UNESCO; od 1999 roku na liście światowego dziedzictwa w zagrożeniu.                                        |
| 7.  |         | Park Narodowy Maiko Parc National de la Maiko            | 1970           | 10830              | Prowincja Wschodnia Kiwu Północne            | |
| 8.  |         | Parc marin des Mangroves                                 | 1992           | 768                | Banana Muanda                                | Wpisany na listę konwencji ramsarskiej |
| 9.  |         | Park Narodowy Lomami Parc National de la Lomami          | 2016           | 8879               | Tshopo Maniema                               | |